# Volo Aeroflot U-45
Il volo Aeroflot U-45 era un volo passeggeri regionale sovietico da Tashkent a Samarcanda, nell'attuale Uzbekistan. Venerdì 6 febbraio 1970, un Ilyushin Il-18 operante il volo si schiantò durante l'avvicinamento a Samarcanda, provocando la morte di 92 delle 106 persone a bordo.

## L'aereo
Il velivolo coinvolto era un Ilyushin Il-18B di proprietà della Aeroflot, numero di serie 182004303 e registrato CCCP-75798. La costruzione dell'aereo fu completata il 29 gennaio 1962 e al momento dell'incidente aveva accumulato un totale di 12 885 ore di volo e 4 968 cicli pressurizzazione.

## L'incidente
Il volo U-45 era un volo regionale di linea partito da Tashkent e diretto a Samarcanda. Alle 14:11 ora di Mosca, l'Ilyushin partì dall'aeroporto Internazionale di Tashkent e salì all'altitudine di crociera di 17 000 piedi (5 200 m) in condizioni meteorologiche strumentali (IMC). Alle 14:33:47, il controllo del traffico aereo (ATC) prese contatto con i piloti e diede l'autorizzazione di scendere a 9 000 piedi (2 700 m) segnalando nel frattempo che la loro distanza dall'aeroporto era di 93 chilometri. Alle 14:35:45, il controllore comunicò all'equipaggio che la pista in uso era la 27, ma poi, alle 14:36:22, a causa di un cambio di direzione del vento, divenne in uso la pista 09 e alle 14:38:26 l'ATC riportò all'equipaggio che la loro distanza dall'aeroporto risultava 53 chilometri.
A questo punto il volo U-45 venne istruito a cambiare frequenza e contattò il controllore di avvicinamento di Samarcanda. Alle 14:39:13 l'equipaggio venne informato di essere a 48 chilometri e fu autorizzato a scendere a 8 000 piedi (2 400 m). Il controllore commise un errore e riferì ai piloti che distavano 31 km dall'aeroporto quando in realtà erano a 42-44 km. Questo portò l'Ilyushin a scendere troppo presto prima di attraversare una catena montuosa. Il controllore autorizzò il volo all'atterraggio sulla pista 09 e alle 14:40:09 l'equipaggio confermò l'autorizzazione. Questa fu l'ultima trasmissione dal volo U-45. Alle 14:42:00, a un'altitudine di 4 500 piedi (1 400 m) e 32 chilometri a nord-est dell'aeroporto, l'Il-18 si schiantò sul fianco di una montagna alla velocità di 380 km/h mentre scendeva a sette metri al secondo. Dopo l'impatto iniziale, l'aereo si separò in cinque parti. Il copilota e 13 passeggeri riuscirono a sopravvivere, benché feriti, mentre i restanti 7 membri dell'equipaggio, comandante compreso, e 85 passeggeri morirono.

## Le indagini
Gli investigatori stabilirono che la causa principale dell'incidente fu l'interpretazione errata del display del radar da parte dei controllori di avvicinamento, che non si resero conto su quale scala fosse impostato. In aggiunta risultò evidente che lo schermo aveva una risoluzione scura all'interno di un ambiente molto luminoso. Furono identificati anche diversi fattori contributivi al disastro; ad esempio l'organizzazione e il livello di formazione del personale ATC dell'aeroporto di Samarcanda risultarono scadenti. Oltretutto, sebbene l'Il-18 fosse dotato di radar, la sua efficacia si era ridotta notevolmente con le avverse condizioni meteorologiche di quel pomeriggio, quindi l'equipaggio aveva dovuto fare affidamento sulle informazioni dei controllori del traffico aereo. Alle 14:39:13 i membri in cabina di pilotaggio erano stati informati che l'aereo si trovava a 48 chilometri dall'aeroporto, ma 37 secondi dopo il controllore aveva comunicato che li rilevava a 31 km. Affinché l'aereo potesse percorrere 17 km in 37 secondi sarebbe stata necessaria una velocità di circa 1.600 km/h, impossibile per un Il-18. L'equipaggio non valutò questo elemento e continuò a pilotare l'aereo in discesa fino allo schianto finale.